# 뇌샤텔 위기

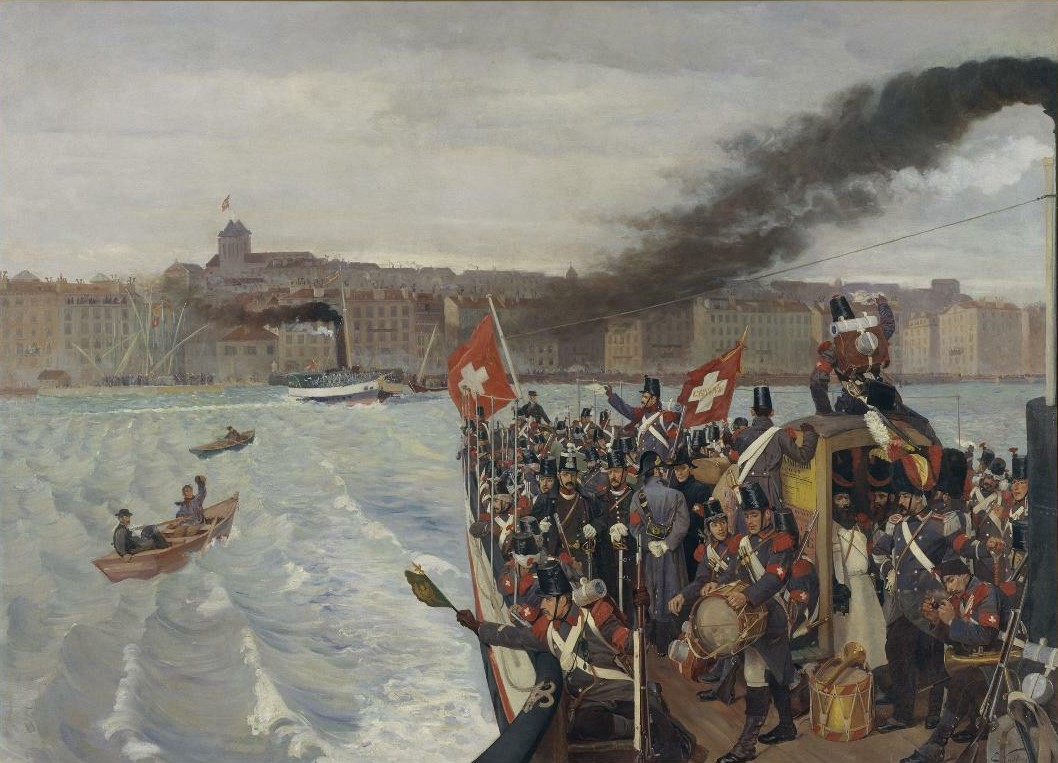
제네바주 군대의 출발, 에두아르 카스트르가 그린 라인강 전역으로 뇌샤텔 위기 당시 스위스군 동원을 묘사하고 있다.

뇌샤텔 위기 또는 뇌샤텔 사건은 1856년부터 1857년까지 프로이센 왕국과 스위스 사이에 프로이센 국왕의 스위스주인 뇌샤텔주에 대한 권리를 둘러싸고 발생한 외교적 위기였다.

## 배경
1707년 뇌샤텔 공작부인 마리 드 네무르가 사망하자, 뇌샤텔 공국은 프로이센 왕국의 왕조인 호엔촐레른가에 주어졌다. 나폴레옹 전쟁 중이던 1806년, 나폴레옹 보나파르트는 프리드리히 빌헬름 3세를 공작 자리에서 폐위시키고 뇌샤텔을 그의 오랜 참모장이었던 루이 알렉상드르 베르티에 원수에게 수여했다. 뇌샤텔은 1814년에 프리드리히 빌헬름에게 반환되었고, 이듬해 그는 공국이 그의 통치 아래 남아 있으면서 스위스 연방 (당시에는 단일 국가라기보다는 반독립 국가들의 동맹이었다)에 가입하는 것을 허용하기로 동의했다. 뇌샤텔의 스위스주이자 프로이센 공국으로서의 이중 지위는 1815년 빈 회의에서 확인되었다.
1848년 3월 1일, 유럽의 혁명의 물결 속에서 뇌샤텔 공화주의자들은 프로이센 통치에 성공적으로 반란을 일으켜 뇌샤텔 공화국 및 주를 선포하고 민주 정부를 수립했다. 1849년, 프리드리히 빌헬름 4세 국왕 하의 프로이센 정부는 뇌샤텔에 대한 그들의 권리를 인정받기 위해 압력을 가하기 시작했다. 몇몇 주에서는 뇌샤텔을 스위스 연방에서 분리시키되 동맹 관계를 유지하자고 제안했다. 영국 정부는 프랑스의 지원을 받아 외교적 합의를 이루려 했다. 프리드리히 빌헬름은 이 문제에 대한 자신의 권리를 계속 주장했고, 그의 주장은 1852년 런던 의정서에서 유럽 강대국들에게 인정되었다.

## 위기
1848년 혁명의 성공에도 불구하고, 뇌샤텔의 상황은 프로이센의 지원을 받는 강력한 왕당파 반대 세력이 새로운 정부에 맞서면서 긴장이 계속되었다. 1856년 9월 2일 밤부터 3일 새벽까지 왕당파는 뇌샤텔성을 점령하여 프로이센 국왕에게 통제권을 회복하려 시도했다. 스위스 연방평의회에 사건을 알린 공화국 정부는 곧 성을 되찾고 약 5백 명의 왕당파를 포로로 잡았다. 스위스는 연방 의원인 콩스탕 포르네로와 프리드리히 프라이헤로제를 조사 판사 샤를 뒤플랑과 함께 뇌샤텔에 특사로 파견했다. 빈 조약과 런던 의정서를 인용하며 프리드리히 빌헬름은 즉각적인 포로 석방을 요구했다. 연방 평의회는 프리드리히 빌헬름이 뇌샤텔에 대한 자신의 주장을 포기하는 조건으로만 이를 받아들일 의향이 있었으나, 그는 거부했다.
프랑스와 영국의 중재 시도가 실패한 후, 1856년 12월 13일 프로이센은 스위스와의 외교 관계를 단절하고 1857년 1월 1일 군대 동원을 계획했다. 이에 스위스 정부는 전쟁에 대비하여 두 개 사단을 동원하고 이를 증원했다. 스위스 통일전쟁에서 스위스군을 승리로 이끌었던 기욤 앙리 뒤푸르는 12월 27일 스위스 연방의회에서 장군으로 선출되었고, 프라이헤로제는 12월 30일 임시로 연방 의원 직무에서 해제되어 그의 참모총장으로 합류했다. 뒤푸르의 방어 작전 계획인 "라인강 전역"은 프로이센이 라인강 북쪽의 스위스 영토를 점령할 것이라는 가정에 기반을 두었으며, 바덴 대공국의 아흐와 부타흐 마을 사이에 전방 방어선을 포함했다. 그러나 프로이센 장군 카를 폰 데어 그뢰벤은 베른으로의 진격을 계획하고 있었다.
전쟁과 동원의 위협은 스위스 내에서 애국적 열정과 국가 통합 요구를 촉발시켰다. 그럼에도 불구하고 나폴레옹 3세의 요청에 따라 프로이센은 동원을 1월 15일로 연기했고, 프랑스 황제가 연방 평의회로부터 모든 왕당파 포로의 석방 및 스위스에서 추방을 얻어낸 후에는 완전히 취소했다. 1857년 3월 파리에서 프랑스, 영국, 프로이센, 러시아 사이에 뇌샤텔의 미래를 위한 회의가 열렸고, 영국은 뇌샤텔의 독립을 강력히 지지했다. 1857년 5월 26일 체결된 조약에서 프리드리히 빌헬름은 다른 강대국들의 주장에 따라 뇌샤텔에 대한 자신의 주장을 마침내 포기했다. 그는 1861년 사망할 때까지 명목상 "뇌샤텔 공작 및 발랭쟁 백작"으로 남아 있었다.